# Станіслав Ростворовський (генерал)

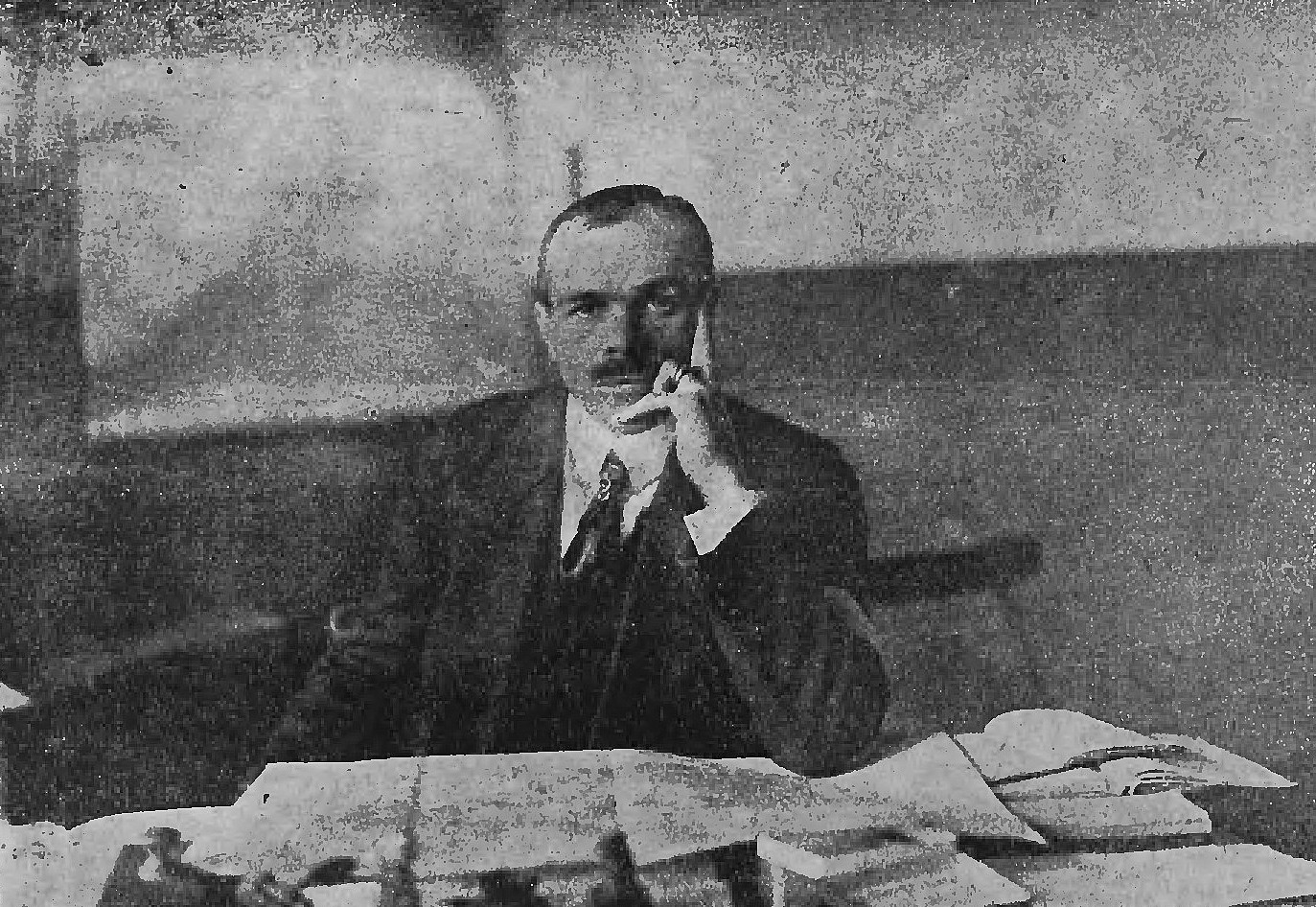
Станіслав Ростворовський у ролі «Любенця» під час Другого Сілезького повстання (1921)

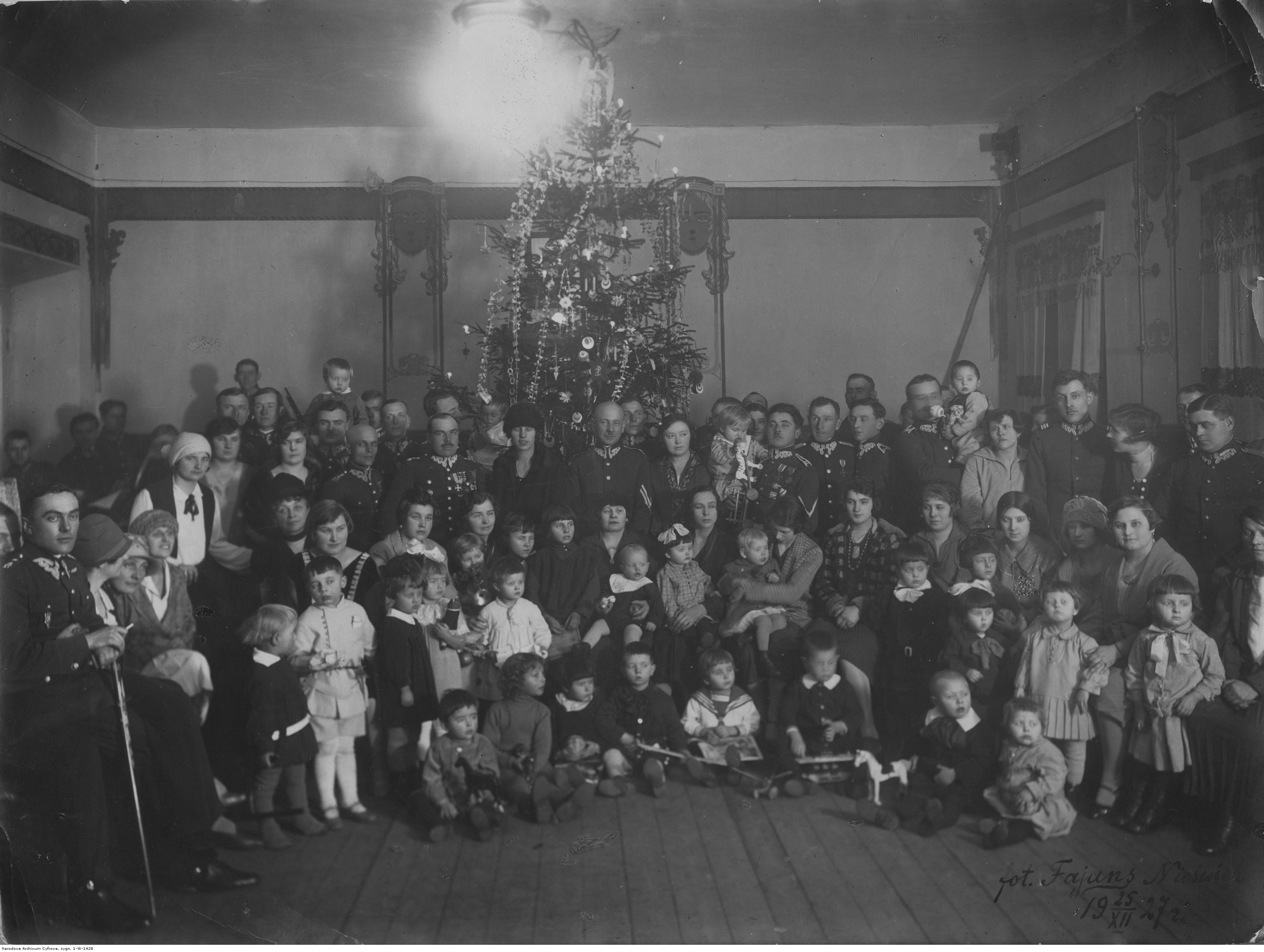
Різдвяне святкування для дітей полку 27-го полку уланів у Несвіжі 24 грудня 1928 року; підполковник Станіслав Ростворовський стоїть на п'ятому місці. зліва в 3. поспіль

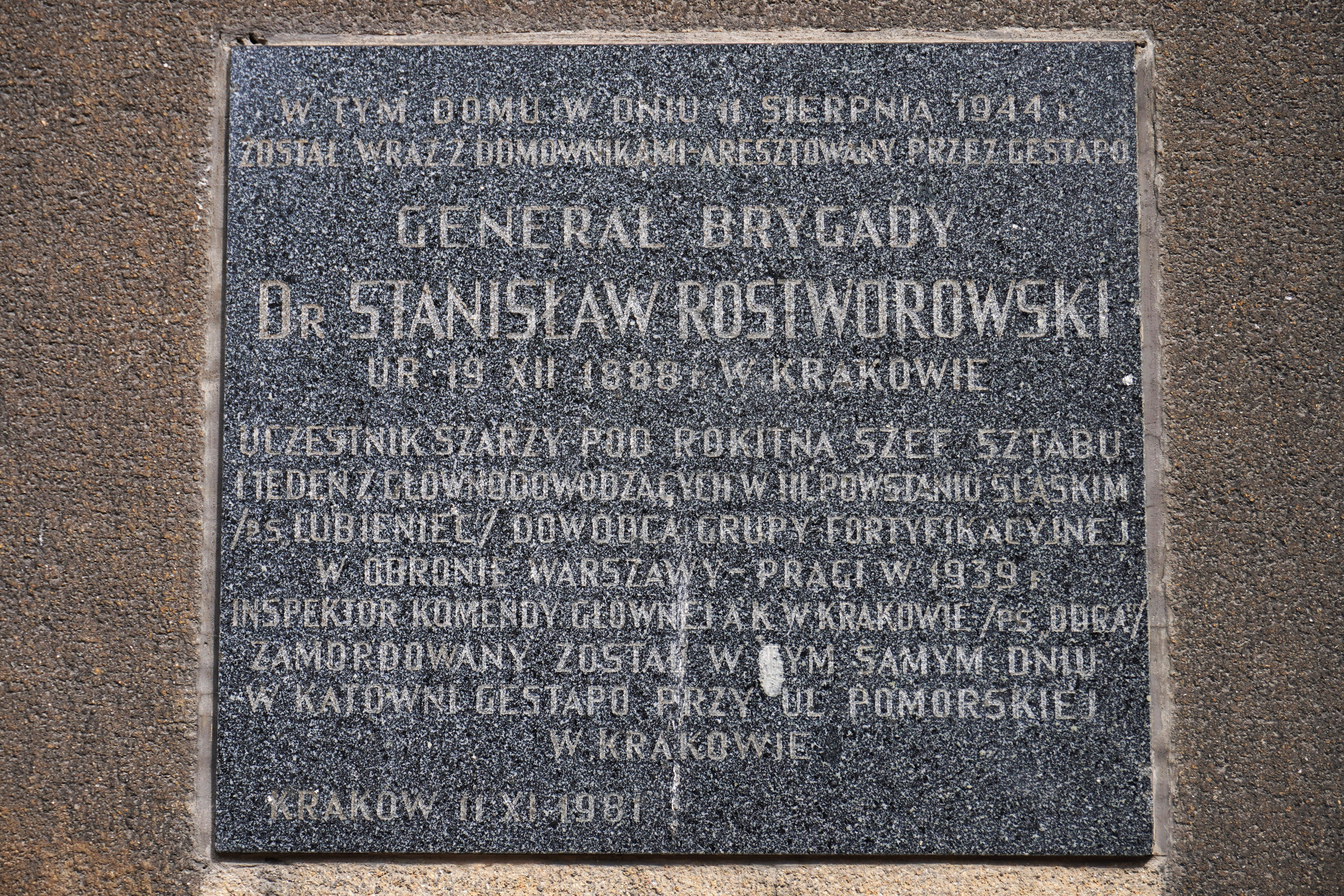
Меморіальна дошка на багатоквартирному будинку за адресою вул. św. Марка 8 у Кракові, на згадку про арешт Станіслава Ростворовського гестапо у цьому багатоквартирному будинку 11 серпня 1944 року.

Станіслав Януш Маріан Ростворовський (гербу Наленч), псевдо Правдзіч, Одра (нар. 19 грудня 1888 року в Кракові, помер там же 11 або 12 серпня 1944 року, ⁣загинув у муках під час арешту гестапо) — бригадний генерал Війська Польського, письменник, доктор філософії.

## Біографія

### Дитинство та юність
Походив з аристократичної родини: син художника Станіслава Якуба гербу Наленч (1858—1888) та Терези з Любенецьких гербу Рола (1857—1944) Навчався у Кракові (III гімназія), потім у Фрібурі (Швейцарія) здобув докторський ступінь природничих наук, працював асистентом у Геттінгені. 1913 року здобув докторський ступінь з філософії у Яґеллонському університеті.

### Перша світова війна
З серпня 1914 року брав участь у створенні Польських легіонів. Після розформування Східного легіону, у Кракові за дуже короткий час були сформовані 2-й та 3-й піхотні полки та 2-й та 3-й ескадрони уланів. 2 вересня 1914 року він вступив до 2-го ескадрону уланів під командуванням капітана Збіґнєва Дуніна-Вонсовича.
У перших числах жовтня 1914 року згадані раніше частини та три артилерійські батареї були перекинуті до Угорщини, в район Марамуреш-Сігет, ⁣ окупований росіянами. Брав участь у боях під Молотковом, Соколівкою, Яворівом, Жабі, Екьормезо. 1915 року на Буковині брав участь у захопленні Кирлібаби.
Після цих боїв польські легіони були значно ослаблені через втрати, виснаження та хвороби. Хвороба вразила і сержанта Ростворовського, який після лікування у польових шпиталях повернувся до служби в березні-квітні 1915 року. У травні 1915 року, коли було сформовано 2-гу бригаду легіонів, її командування перейняв австрійський полковник Фердинанд Кюттнер.
Він брав участь у штурмі під Рокитною та боях під Раранчою. Після цього, 2-гу бригаду, включно з ним, було відведено в резерв. За наказом командування легіонів, він брав участь у кампанії в Люблінській області, а в жовтні 1915 року перейшов з 2-ю бригадою на Волинь. Тоді ж, отримавши звання другого лейтенанта, він був призначений офіцером денного штабу 2-ї бригади.
Перебуваючи на посаді штабного офіцера, він був свідком битви під Костюхнівкою. У лютому 1916 року його відкликали з фронту до військово-видавничого відділу Військового управління НКН у Пйотркуві. З червня 1916 року він став ад'ютантом підполковника Сікорського, а в грудні того ж року отримав звання лейтенанта. У конфлікті між Владиславом Сікорським та Юзефом Пілсудським він підтримав Сікорського. Брав участь у наборі рекрутів до Польських збройних сил у Галичині та Королівстві Польському, був членом Військової комісії Тимчасової державної ради 1917 року
У лютому 1917 року його направили на курс до школи штаб-офіцерів PSZ, а в березні призначили до штабу Крайової інспекції з набору рекрутів. Після завершення набору він із частиною особового складу вирушив до тренувального табору в Замбруві. Під час кризи присяги, як і більшість вояків Другої бригади, склав присягу.
Після створення Регентської ради 12 вересня 1917 року його було направлено до Командування набору рекрутів Польського допоміжного корпусу під керівництвом Зиґмунта Зелінського, де він знову тісно співпрацював з Владиславом Сікорським. За його ініціативою Станіслава Ростворовського було запропоновано до складу Регентської ради князю Здзіславу Любомирському.
Кандидатуру Ростворовського приймають, і в жовтні він переїжджає до Варшави. Звідси його відправляють у численні місії до Відня та Берліна. Він також закінчив курси кавалерійських офіцерів. До 11 листопада він активно брав участь у роботі зі створення польської армії. Саме тоді його підвищили до звання капітана. Він брав участь у зустрічі Юзефа Пілсудського, який прибув з Магдебурга.

### Міжвоєнний період
З листопада 1918 року по січень 1920 року служив на різних посадах у Польській армії, зокрема був начальником відділення Верховного Головнокомандування, квартирмейстером Литовсько-Білоруського фронту, начальником оперативного відділу командування Поліської групи військ і начальником оперативного відділу штабу 5-ї та 3-ї армій під командуванням генерала Владислава Сікорського.
У грудні 1920 року його направили до Сілезії, де до квітня 1921 року він був начальником штабу Плебісцитної оборони, а пізніше протягом короткого часу начальником штабу Верховного командування військ Третього Сілезького повстання. 3 листопада 1922 року його було направлено до Військової академії у Варшаві як слухача 2 курсу підготовки. 15 жовтня 1923 року, після завершення курсу та отримання академічного диплома офіцера Генерального штабу, його перевели до 15-го Познанського полку уланів у Познані. 15 жовтня 1924 року він став начальником штабу 14-ї Великопольської піхотної дивізії в Познані.
Під час травневого перевороту він виступив проти маршала Юзефа Пілсудського. 11 жовтня 1926 року його перевели до 2-го кінно-стрілецького полку в Грубешові на посаду заступника командира полку.
23 травня 1927 року його було призначено виконуючим обов'язки командира 27-го уланського полку в Несвіжі. 23 грудня 1929 року його було призначено командиром 22-го Підкарпатського уланського полку в Бродах.
31 січня 1931 року йому було присвоєно звання полковника зі старшинством з 1 січня 1931 року в кавалерійському офіцерському корпусі.
31 серпня 1935 року Президент Республіки Польща за клопотанням Міністра військових справ відправив його у відставку у зв'язку з отриманням права на повну пенсію.
Він був консерватором, а в міжвоєнний період належав до Консервативної партії.

### Друга світова війна
У день вторгнення Третього Рейху до Польщі він добровольцем пішов до армії. Спочатку протягом перших трьох днів війни він командував протиповітряною обороною Каліша, потім брав участь в обороні Варшави. Після капітуляції він уникнув полону та дістався Парижа через окуповані радянськими військами території, Латвію та Швецію, де першим доповів Владиславу Сікорському про оборону Варшави.
Попри всі його зусилля, йому не призначили ні лінійного призначення, ні дозволили повернутися до рідної країни. Його направили до генерала Казімежа Соснковського працювати на секретній базі зв'язку в Бухаресті. Він прибув до столиці Румунії 4 грудня 1939 року з офіційним титулом віце-консула Республіки Польща, де організував евакуацію польських солдатів до Франції, перевезення кур'єрів до Польщі та з Польщі, а також відвідував табори для інтернованих. У січні 1941 року його перевели на аналогічну посаду до Будапешта, де він обіймав її до травня 1942 року. Однак, в умовах ліквідації польських дипломатичних місій в окупованій Німеччиною Угорщині, залишилася лише підпільна робота.
Наперекір постійним погрозам, Ростворовському вдалося переховуватися від гестапо до травня 1942 року. Коли діяльність осередку було викрито, Ростворовський 1 травня 1942 року виїхав з Будапешта та за допомогою кур'єра Яна Ложанського через Кошице, Ораву, Новий Торг та Краків прибув до Варшави 12 травня.
Після прибуття до штабу Армії Крайової він взяв псевдонім «Одра» та був призначений до осередку, що об'єднував найвищих офіцерів, призначених для виконання спеціальних завдань, так званих інспекторів напрямку — «Обсерваторія». Однак головним завданням Ростворовського, який вже 1 жовтня став бригадним генералом, було виконання обов'язків інспектора для району Кракова та Сілезії. 1 грудня 1943 року, замість генерала, делегованого до Селянських батальйонів, Людвік Біттнер став керівником «Обсерваторії».
У квітні 1944 року Станіслав Ростворовський переніс свій командний пункт до рідного міста Кракова. Після спалаху Варшавського повстання він взяв на себе самостійне керівництво Краківським округом (до липня 1944 року), Сілезією та Заолжем. Попри попередження начальника розвідки округу Армії Крайової, майора Риси-Карпінського, що його приміщення було під загрозою, він занадто довго зволікав з переїздом. 11 серпня його заарештувало гестапо у квартирі Ядвіги та Зигмунта Карловських на вул. Св. Бренд 8. Його, ймовірно, вбили того ж дня.
Згідно з висновками контррозвідки Армії Крайової, наданими генералом Єжи Сілецьким, після арешту «Одра» ставився до своїх слідчих як до повітря та весь час молився. Коли офіцер СС Генріх Гаманн вдарив його по обличчю, той тричі вдарив його у відповідь, потім схопив стілець і вдарив ним другого офіцера гестапо, але одразу після цього третій нацист вдарив його ззаду залізним прутом по голові, а потім зарізав або розстріляв наступного дня.

## Приватне життя
1845 року він одружився з Зофією Мицельською, дочкою політика Людвіка Мицельського, власника маєтку в Ґембицях, гербу Доленґа. У шлюбі народилося п'ятеро дітей, серед них син Станіслав Ян, журналіст і громадський діяч.

## Вибрані твори
- Не лише Перша бригада (1914—1918) з легіонами в бій
- Не тільки Перша бригада (1914—1918) У ад'ютантському кабінеті Регентської ради
- Не лише Перша бригада (1914—1918) до і після кризи присяги
- Сяйво над Варшавою. Підбір та редагування текстів Станіслава Яна Ростворовського.
- Битви мого життя
- Листи з польсько-більшовицької війни 1918—1920 років
- Zarys historii wojennej 27-go pułku ułanów (b. 203-go Ochotniczego Pułku Ułanów). Zarys historii wojennej pułków polskich 1918–1920. Warszawa: Zakłady Graficzne „Polska Zjednoczona”. 1930.
- Organizacja kwatermistrzostwa Frontu Litewsko-Białoruskiego. Wojskowy Przegląd Historyczny. Warszawa: Wojskowy Instytut Historyczny. 3-4 (153-154). 1995. ISSN 0043-7182.

## Звання
- прапорщик — 4 червня 1915 року
- Другий лейтенант — 15 грудня 1915 року
- лейтенант — 1 листопада 1916 р.
- Капітан — 1917
- майор — підтверджено 15 липня 1920 року станом на 1 квітня 1920 року в кавалерії, в групі офіцерів колишніх Польських легіонів, перевірено 3 травня 1922 року зі старшинством станом на 1 червня 1919 року та 23. місце в корпусі кавалерійських офіцерів
- підполковник — 1 грудня 1924 року зі старшинством з 15 серпня 1924 року та 4. місце в корпусі кавалерійських офіцерів
- Полковник — зі старшинством з 1 січня 1931 року в кавалерійському офіцерському корпусі
- Бригадний генерал — 1 жовтня 1943 року в корпусі генералів
- Генерал-майор — 25 червня 2021 р., посмертно[22]

## Ордени та нагороди
Золотий Хрест Ордена Віртуті Мілітарі
Срібний Хрест Військового Ордену Віртуті Мілітарі № 4498 (1922)
Хрест Незалежності (1931)
Орден Відродження Польщі, 5-го класу
Хрест Доблесті — чотири рази
Золотий Хрест За Заслуги (1935)
Хрест на Сілезькій стрічці Доблесті та Заслуг
Хрест За Заслуги Центрально-Литовської Армії
Пам'ятна медаль війни 1918—1921 років
Медаль десятої річниці відновленої незалежності
Хрест Армії Крайової — посмертно
Почесний знак 2-ї бригади Польських легіонів
Почесний знак 2-го полку уланів Польських легіонів
Почесний знак Військового відомства
Знак 22-го полку уланів
Знак 27-го полку уланів
Знак Вищої військової школи
Золота медаль «За стрільбу з пістолета» (тричі)]
Золота медаль «За стрільбу з малокаліберної гвинтівки»
Хрест військових заслуг (Австро-Угорщина)
Срібна медаль «За хоробрість» 1-го та 2-го класів (Австро-Угорщина)
Медаль «За військові заслуги» (Австро-Угорщина)
Військовий хрест Карла (Австро-Угорщина)
Лицар Почесного легіону (Франція, 1921)
Офіцер Ордена Леопольда (Бельгія)